# Petersburg (Indiana)
Petersburg è una città degli Stati Uniti d'America, situata nello Stato dell'Indiana e in particolare nella contea di Pike, della quale è il capoluogo.